# Berg (Norvegia)
Berg è un ex comune norvegese della contea di Troms. Dal 1º gennaio 2020 è diventato parte del neo-istituito comune di Senja.